# Hough's Neck

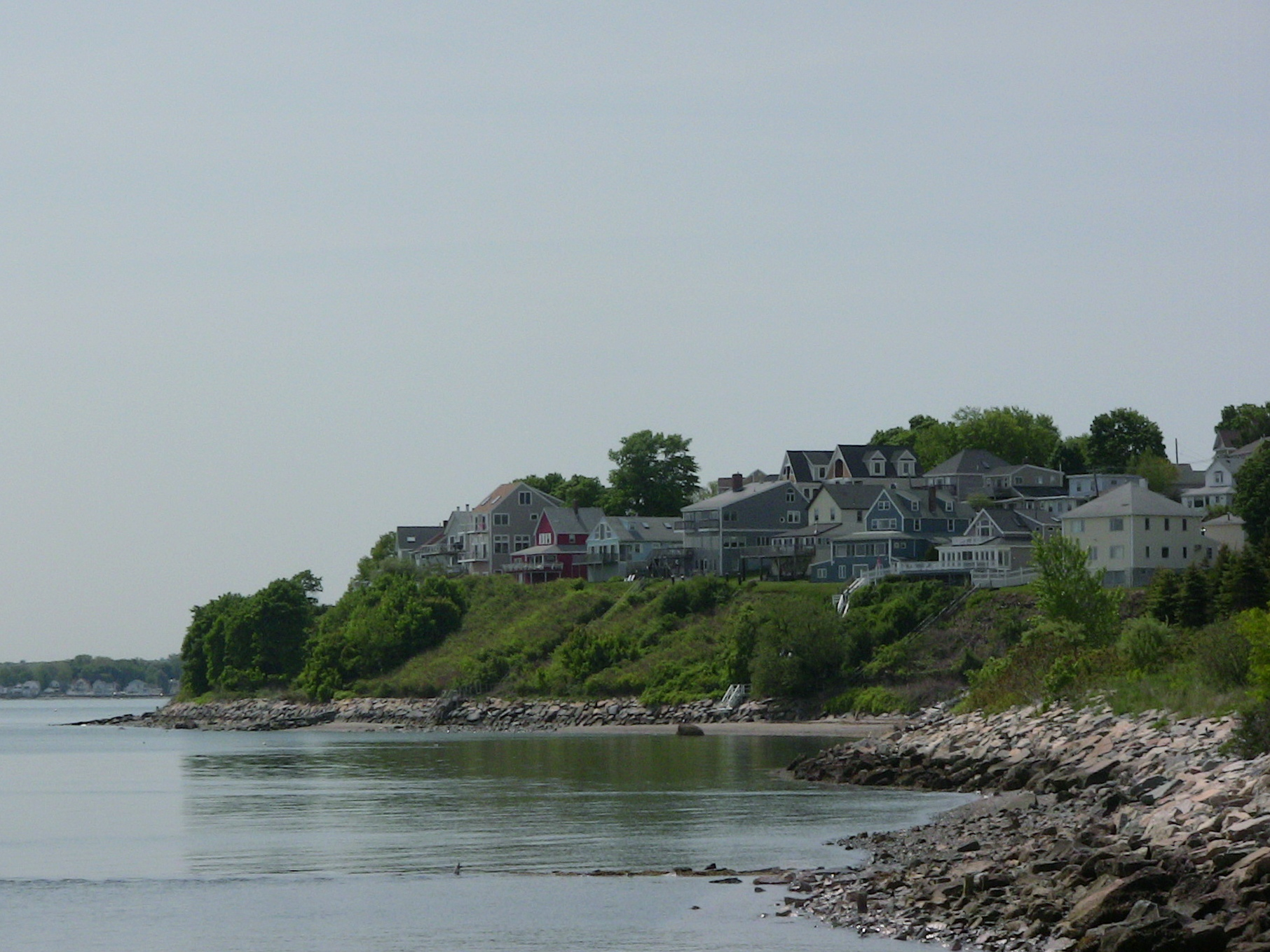
Vy mot sydsydväst från Mutter Island mot bostäder på Great Hill i Hough's Neck.

Hough's Neck  (även Houghs Neck) är en cirka 2,6 km² stor halvö i Quincy, Massachusetts, i Bostons storstadsområde i nordöstra USA. Halvön är omgiven av Quincy Bay, Hingham Bay och Rock Island Cove. Dess kustlinje kantas av Perry Beach, och sträcker sig från Manet Avenue på västra sidan, via Nut Island belägen strax utanför Great Hill i spetsen av halvön, till Edgewater Drive på östra sidan.
Hough's Neck kallas ofta "The Neck" av lokalbefolkningen, medan invånarna kallas "Neckahs" eller "Neckies".

## Historia
Houghs Neck har fått sitt namn efter Atherton Hough (tidigare borgmästare i Boston, Lincolnshire, England), som år 1636 tilldelades marken för att användas som gård och fruktträdgård. Grundskolan i området är också uppkallad efter Atherton Hough. Halvön har kallats "flundrehuvudstaden i världen" (eller Guds land av vissa lokalbor) och hade tidigare sex båtuthyrningsföretag som var inriktade på att fånga bottenlevande vinterflundra vilka tillbringade vintermånaderna i Bostons hamn. För närvarande är Houghs Neck ett tätt bebyggt bostadsområde.

## Transport
Sea Street och Manet Avenue är stora trafikleder i närheten. Massachusetts Bay Transportation Authority ger service till Houghs Neck med busslinje 216 som förbinder detta område med järnvägsstationens Röda linje i Quincy Center.